# Gig Young
Gig Young (St. Cloud, 4 de novembre de 1913 - Nova York, 19 d'octubre de 1978) va ser un actor estatunidenc.

## Filmografia

### Cinema
| Any  | Títol                                                              | Paper                               | Notes |
| ---- | ------------------------------------------------------------------ | ----------------------------------- | --- |
| 1940 | Misbehaving Husbands                                               | Floor Walker                        | Surt als crèdits com Byron Barr                                                                                 |
| 1941 | Here Comes the Cavalry                                             | Trooper Rollins                     | Surt als crèdits com Byron Barr                                                                                 |
| 1941 | Sergeant York                                                      | Marching soldier                    | No surt als crèdits                                                                                             |
| 1941 | Dive Bomber                                                        | Pilot Abbott                        | No surt als crèdits                                                                                             |
| 1941 | Navy Blues                                                         | Sailor in storeroom                 | No surt als crèdits                                                                                             |
| 1941 | One Foot in Heaven                                                 | First Groom Asking for Dog License  | No surt als crèdits                                                                                             |
| 1941 | The Tanks Are Coming                                               | Jim Allen                           | Surt als crèdits com Byron Barr                                                                                 |
| 1941 | You're in the Army Now                                             | Soldat                              | No surt als crèdits                                                                                             |
| 1941 | Van morir amb les botes posades (They Died with Their Boots On)    | Tinent Roberts                      | No surt als crèdits                                                                                             |
| 1942 | L'home que va venir a sopar                                        | Bit part                            | No surt als crèdits                                                                                             |
| 1942 | Captains of the Clouds                                             | Estudiant                           | Surt als crèdits com Byron Barr                                                                                 |
| 1942 | The Male Animal                                                    | Estudiant                           | No surt als crèdits                                                                                             |
| 1942 | The Mad Martindales                                                | Peter Varney                        | Surt als crèdits com Byron Barr                                                                                 |
| 1942 | The Gay Sisters                                                    | Gig Young                           | Surt als crèdits com Byron Barr                                                                                 |
| 1943 | Air Force                                                          | Co-Pilot                            | |
| 1943 | Old Acquaintance                                                   | Rudd Kendall                        | |
| 1947 | Escape Me Never                                                    | Caryl Dubrok                        | |
| 1948 | The Woman in White                                                 | Walter Hartright                    | |
| 1948 | Wake of the Red Witch                                              | Samuel 'Sam' Rosen                  | |
| 1948 | Els tres mosqueters (The Three Musketeers)                         | Porthos                             | |
| 1949 | Passió per l'or                                                    | Pete Thomas                         | |
| 1949 | Tell It to the Jutge                                               | Alexander Darvac                    | |
| 1950 | Tarnished                                                          | Joe Pettigrew                       | |
| 1950 | Hunt the Man Down                                                  | Paul Bennett                        | |
| 1950 | Target Unknown                                                     | Capt. Reiner                        | |
| 1951 | Only the Valiant                                                   | Tinent William Holloway             | |
| 1951 | Slaughter Trail                                                    | Ike Vaughn també conegut com Murray | |
| 1951 | Come Fill the Cup                                                  | Boyd Copeland                       | Nominada: Oscar al millor actor secundari                                                                       |
| 1951 | Too Young to Kiss                                                  | John Tirsen                         | |
| 1952 | Holiday for Sinners                                                | Jason Kent                          | |
| 1952 | You For Me                                                         | Dr. Jeff Chadwick                   | |
| 1953 | The Girl Who Had Everything                                        | Vance Court                         | |
| 1953 | Arena                                                              | Hob Danvers                         | |
| 1953 | City That Never Sleeps                                             | Johnny Kelly                        | |
| 1953 | Torch Song                                                         | Cliff Willard                       | |
| 1954 | Young at Heart                                                     | Alex Burke                          | |
| 1955 | The Desperate Hours                                                | Chuck Wright                        | |
| 1957 | Desk Set                                                           | Mike Cutler                         | |
| 1958 | Teacher's Pet                                                      | Dr. Hugo Pine                       | Nominada: Oscar al millor actor secundari Nominada: Globus d'Or al millor actor secundari                       |
| 1958 | The Tunnel of Love                                                 | Dick Pepper                         | |
| 1959 | Ask Any Girl                                                       | Evan Doughton                       | |
| 1959 | The Story on Page One                                              | Larry Ellis                         | |
| 1962 | That Touch of Mink                                                 | Roger                               | |
| 1962 | Kid Galahad                                                        | Willy Grogan                        | |
| 1962 | Five Miles to Midnight                                             | David Barnes                        | |
| 1963 | For Love or Money                                                  | 'Sonny' John Dayton Smith           | |
| 1963 | A Ticklish Affair                                                  | Key Weedon                          | |
| 1965 | Strange Bedfellows                                                 | Richard Bramwell                    | |
| 1967 | L'habitació tancada (The Shuttered Room)                           | Mike Kelton                         | |
| 1969 | They Shoot Horses, Don't They?                                     | Rocky                               | Oscar al millor actor secundari Globus d'Or al millor actor secundari Nominada: BAFTA al millor actor secundari |
| 1970 | Lovers and Other Strangers                                         | Hal Henderson                       | |
| 1973 | A Son-in-Law for Charlie McReady                                   | Charlie McReady                     | |
| 1974 | Deborah                                                            |                                     | |
| 1974 | Vull el cap d'Alfredo García (Bring Me the Head of Alfredo Garcia) | Quill                               | |
| 1975 | Michele                                                            |                                     | |
| 1975 | Els aristòcrates del crim (The Killer Elite)                       | Lawrence Weyburn                    | |
| 1975 | The Hindenburg                                                     | Edward Douglas                      | |
| 1978 | Game of Death                                                      | Jim Marshall                        | |

### Televisió
| Any       | Title                            | Paper                        | Notes                                                                 |
| --------- | -------------------------------- | ---------------------------- | --------------------------------------------------------------------- |
| 1950      | The Silver Theater               |                              | Episodi: "Lady with Ideas"                                            |
| 1951      | Pulitzer Prize Playhouse         |                              | Episodi: "Ned McCobb's Daughter"                                      |
| 1951      | The Bigelow Theatre              |                              | Episodi: "Lady with Ideas"                                            |
| 1953      | Robert Montgomery Presents       |                              | Episodi: "The Sunday Punch"                                           |
| 1953      | Schlitz Playhouse of Repartiment |                              | Episodi: "Part of the Game"                                           |
| 1954      | Producers' Showcase              | Simon Gayforth               | Episodi: "Tonight at 8:30", Part "Shadow Play"                        |
| 1954      | Lux Video Theatre                |                              | Episodi: "Captive City"                                               |
| 1955–1956 | Warner Bros. Presents            | Host                         | 36 episodis                                                           |
| 1956      | The United States Steel Hour     | Dave Corman                  | Episodi: "Sauce for the Goose"                                        |
| 1957      | Climax!                          | Edgar Holt                   | Episodi: "Jacob and the Angels"                                       |
| 1957      | Studio One                       | Philip Adams/Alan Fredericks | Episodi: "A Dead Ringer"                                              |
| 1958      | Alcoa Theatre                    | Herman Worth                 | Episodi: "The Spy"                                                    |
| 1959      | The Twilight Zone                | Martin Sloan                 | Episodi: "Walking Distance"                                           |
| 1959      | The Philadelphia Story           | C.K. Dexter Haven            | Telefilm                                                              |
| 1960      | Ninotchka                        | Leon Dolga                   | Telefilm                                                              |
| 1960      | Shirley Temple's Storybook       | Miles Hendon                 | Episodi: "The Prince and the Pauper"                                  |
| 1961      | The Spiral Staircase             | Stephen Warren               | Telefilm                                                              |
| 1962      | The Alfred Hitchcock Hour        | Duke Marsden                 | Episodi: "A Piece of the Action"                                      |
| 1963      | Kraft Suspense Theatre           | Hugo Myrich                  | Episodi: "The End of the World, Baby"                                 |
| 1964–1965 | The Rogues                       | Tony Fleming                 | 5 episodis                                                            |
| 1965      | The Andy Williams Show           | Ell mateix                   | 1 episodi                                                             |
| 1968      | Companions in Nightmare          | Eric Nicholson               | Telefilm                                                              |
| 1971      | The Neon Ceiling                 | Jones                        | Telefilm Nominada: Premi Emmy al millor actor en minisèrie o telefilm |
| 1974      | The Great Ice Rip-Off            | Harkey Rollins               | Telefilm                                                              |
| 1975      | The Turning Point of Jim Malloy  | Ray Whitehead                | Telefilm                                                              |
| 1976      | McCloud                          | Jack Haferman                | Episodi: "The Day New York Turned Blue"                               |
| 1976      | Sherlock Holmes in New York      | Mortimer McGrew              | Telefilm                                                              |
| 1976      | Gibbsville                       | Ray Whitehead                | 7 episodes                                                            |
| 1977      | Spectre                          | Dr. Ham Hamilton             | Telefilm                                                              |

## Anècdotes
Ha estat casat amb Elizabeth Montgomery de 1956 a 1963.
El 19 d'octubre de 1978, Gig Young va matar la seva cinquena esposa de cinc trets. Després, es va suïcidar.